# Atol Johnston
L'atol Johnston és un atol situat al Pacífic nord, entre Hawaii i les illes de la Línia. Les seves coordenades són: 16° 45′ N, 169° 30′ O / 16.750°N,169.500°O. Oficialment és un territori no incorporat dels Estats Units, administrat directament des de Washington dins les illes d'Ultramar Menors dels EUA.
L'atol té una superfície total de 2,8 km². És un refugi de vida animal. Està defensat per militars i no està permès que sigui visitat.
Va ser trobat per primer cop pel nord-americà Joseph Pierpont del bergantí Sally, el 1796, però la descoberta s'acredita al capità anglès Johnston, el 1807, amb el HMS Cornwallis.